# Discografia Reginei Spektor
Discografia Reginei Spektor, constă din 6 albume de studio, 2 EP-uri, 1 album live, și 11 single-uri.

## Albume

### Albume de studio
| An   | Album                                                                                  | Poziții de top | Poziții de top | Poziții de top | Poziții de top | Poziții de top | Poziții de top | Poziții de top | Certificări                                      |
| An   | Album                                                                                  | U.S.           | UK             | CAN            | IRE            | AUS            | NZ             | BEL            | Certificări                                      |
| ---- | -------------------------------------------------------------------------------------- | -------------- | -------------- | -------------- | -------------- | -------------- | -------------- | -------------- | ------------------------------------------------ |
| 2001 | 11:11 - Lansare: 9 iulie 2001 - Label: autolansare                                     | —              | —              | —              | —              | —              | —              | —              |                                                  |
| 2002 | Songs - Lansare: 25 februarie 2002 - Label: autolansare                                | —              | —              | —              | —              | —              | —              | —              |                                                  |
| 2004 | Soviet Kitsch - Lansare: 17 august 2004 - Label: Sire Records, Shoplifter Records, WEA | —              | —              | —              | —              | —              | —              | —              |                                                  |
| 2006 | Begin to Hope - Lansare: 13 iunie 2006 - Label: Sire                                   | 19             | 53             | —              | 18             | 29             | 10             | 40             | - ARIA: Gold - BPI: Aur - RIAA: Aur - RIANZ: Aur |
| 2009 | Far - Lansare: 23 iunie 2009 - Label: Sire                                             | 3              | 30             | 16             | 24             | 10             | 38             | 37             | - ARIA: Aur                                      |
| 2012 | What We Saw from the Cheap Seats - Lansare: 29 mai 2012 - Label: Sire                  | 3              | 24             | 12             | 26             | 9              | —              | 53             |                                                  |

### Albume live
| An   | Album                                                             |
| ---- | ----------------------------------------------------------------- |
| 2010 | Live in London - Lansare: 22 noiembrie 2010 - Label: Sire Records |

### Compilații
| An   | Album |
| ---- | --- |
| 2006 | Mary Ann Meets the Gravediggers and Other Short Stories - Lansare: 16 ianuarie 2006 - Label: Transgressive Records |

### EP-uri
| An   | Album                                                                         | Poziții în topuri | Poziții în topuri | Poziții în topuri | Poziții în topuri |
| An   | Album                                                                         | US                | UK                | IRE               | AUS               |
| ---- | ----------------------------------------------------------------------------- | ----------------- | ----------------- | ----------------- | ----------------- |
| 2005 | Live at Bull Moose - Lansare: 23 august 2005 - Label: Sire Records            | —                 | —                 | —                 | —                 |
| 2007 | Live in California 2006 EP - Lansare: 27 februarie 2007 - Label: Sire Records | —                 | —                 | —                 | —                 |
| 2009 | Laughing With - Lansare: 9 iunie 2009 - Label: Sire Records                   | —                 | —                 | —                 | —                 |
| 2009 | iTunes Live from Soho - EP - Lansare: 2 octombrie 2009 - Label: Sire Records  | —                 | —                 | —                 | —                 |

## Single-uri
| An   | Single                              | Poziții în topuri | Poziții în topuri | Poziții în topuri | Poziții în topuri | Poziții în topuri | Poziții în topuri | Poziții în topuri | Poziții în topuri | Album                            |
| An   | Single                              | U.S.              | CAN               | UK                | IRE               | AUS               | NZ                | BEL               | SWE               | Album                            |
| ---- | ----------------------------------- | ----------------- | ----------------- | ----------------- | ----------------- | ----------------- | ----------------- | ----------------- | ----------------- | -------------------------------- |
| 2004 | "Carbon Monoxide"                   | —                 | —                 | —                 | —                 | —                 | —                 | —                 | —                 | Soviet Kitsch                    |
| 2004 | "Your Honour / The Flowers"         | —                 | —                 | 104               | —                 | —                 | —                 | —                 | —                 | Soviet Kitsch                    |
| 2006 | "Us"                                | —                 | —                 | 81                | —                 | —                 | —                 | —                 | —                 | Soviet Kitsch                    |
| 2006 | "On the Radio"                      | —                 | —                 | 60                | —                 | —                 | —                 | —                 | —                 | Begin to Hope                    |
| 2006 | "Fidelity"                          | 51                | —                 | 45                | —                 | 50                | 16                | —                 | —                 | Begin to Hope                    |
| 2007 | "Hotel Song"                        | —                 | —                 | —                 | 16                | —                 | —                 | —                 | —                 | Begin to Hope                    |
| 2007 | "Samson"                            | —                 | —                 | 174               | —                 | 52                | —                 | 30                | 29                | Begin to Hope                    |
| 2007 | "Better"                            | —                 | —                 | —                 | —                 | —                 | —                 | —                 | —                 | Begin to Hope                    |
| 2009 | "Laughing With"                     | —                 | —                 | —                 | —                 | —                 | —                 | 34                | —                 | Far                              |
| 2009 | "Eet"                               | —                 | —                 | —                 | —                 | 79                | —                 | —                 | —                 | Far                              |
| 2010 | "No Surprises"                      | —                 | 84                | —                 | —                 | 96                | —                 | —                 | —                 | Charity download                 |
| 2012 | "All the Rowboats"                  | —                 | —                 | —                 | —                 | 91                | —                 | —                 | —                 | What We Saw from the Cheap Seats |
| 2012 | "Don't Leave Me (Ne Me Quitte Pas)" | —                 | —                 | —                 | —                 | —                 | —                 | —                 | —                 | What We Saw from the Cheap Seats |
| 2012 | "How"                               | —                 | —                 | —                 | —                 | —                 | —                 | —                 | —                 | What We Saw from the Cheap Seats |

## Alte apariții

### Compilații
| An   | Album                                                            | Cântec          | Label                                      |
| ---- | ---------------------------------------------------------------- | --------------- | ------------------------------------------ |
| 2000 | Public Domain                                                    | "Mockingbird"   | Purchase Records                           |
| 2007 | Instant Karma: The Amnesty International Campaign to Save Darfur | "Real Love"     | Warner Bros. Records Amnesty International |
| 2008 | The Chronicles of Narnia: Prince Caspian (soundtrack)            | "The Call"      | Walt Disney Records                        |
| 2008 | How I Met Your Mother Season 4                                   | "Better"        | Warner Bros.                               |
| 2008 | Revolutions in Sound: Warner Bros. Records - The First 50 Years  | "Fidelity"      | Warner Bros.                               |
| 2008 | Songs for Tibet: The Art of Peace                                | "Better"        | The Art of Peace Foundation                |
| 2009 | (500) Days of Summer (soundtrack)                                | "Us" "Hero"     | Sire Records London Records Rhino Records  |
| 2009 | My Sister's Keeper (soundtrack)                                  | "Better"        | New Line Records                           |
| 2010 | Wild Target (soundtrack)                                         | "Hotel Song"    | Epic Records                               |
| 2013 | And I'll Scratch Yours (tribut pentru Peter Gabriel)             | "Blood of Eden" | Real World Records                         |

### Collaborări
| An   | Artist            | Album                         | Cântec                           | Label                    |
| ---- | ----------------- | ----------------------------- | -------------------------------- | ------------------------ |
| 2002 | Anders Griffen    | All Over The Place            | "Kids", "All Is Love"            | Olive Juice Records      |
| 2003 | Anders Griffen    | Ox                            | "Sunset"                         | Independent              |
| 2004 | Kimya Dawson      | Hidden Vagenda                | "Fire", "Moving On"              | K Records                |
| 2004 | The Strokes       | Reptilia (single)             | "Modern Girls & Old Fashion Men" | RCA Records              |
| 2005 | Jenny Owen Youngs | Batten the Hatches            | "Voice on Tape"                  | autolansare/Nettwerk     |
| 2007 | The Arrow         | Quodia                        | "Water Woman"                    | 7D Media                 |
| 2007 | Sondre Lerche     | Dan in Real Life (soundtrack) | "Hell No"                        | Touchstone Pictures      |
| 2008 | Ben Folds         | Way to Normal                 | "You Don't Know Me"              | Epic Records             |
| 2009 | Joshua Bell       | At Home With Friends          | "Left Hand Song"                 | Sony Music Entertainment |
| 2009 | Nickel Eye        | The Time of the Assassins     | "Where the Cold Wind Blows"      | Rykodisc                 |
| 2011 | Thomas Dolby      | A Map of the Floating City    | "Evil Twin Brother"              | Lost Toy People          |
| 2012 | Only Son          | Searchlight                   | "Call Them Brothers"             | Warner Music Group       |